# Tuxcueca
Tuxcueca är en kommun i Mexiko.   Den ligger i delstaten Jalisco, i den centrala delen av landet, 400 km väster om huvudstaden Mexico City. Antalet invånare är 5 765. Arean är 299 kvadratkilometer.
Terrängen i Tuxcueca är varierad.
Följande samhällen finns i Tuxcueca:
- Puruagua de Ramón Corona